# Maytag-Nutzfahrzeuge

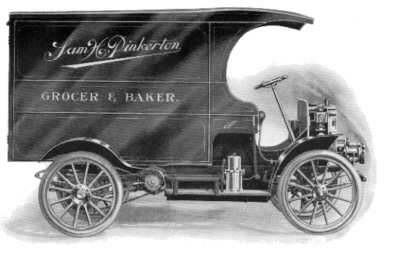
Maytag Model 10 als Kastenwagen

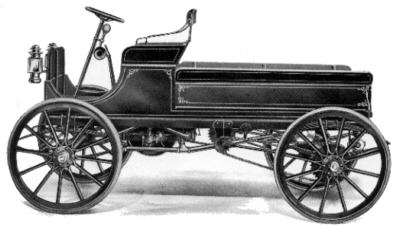
Maytag Model 11 als Pritschenwagen

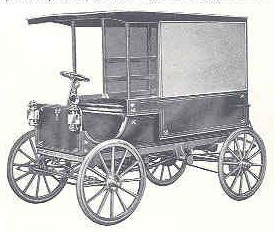
Maytag Model 11 mit Dach

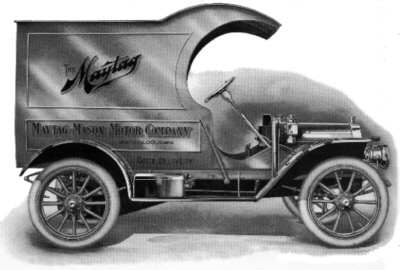
Maytag Model 12 als Kastenwagen

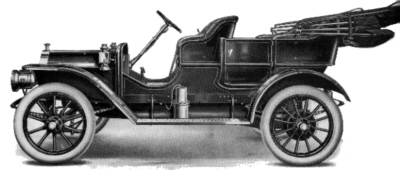
Maytag Model 12 als Tourenwagen

Maytag-Nutzfahrzeuge, vorher Mason-Nutzfahrzeuge, waren Nutzfahrzeuge von der Mason Motor Company aus den USA.

## Beschreibung
Das Unternehmen stellte während einiger Jahre diese Fahrzeuge her. Eine Quelle gibt den Zeitraum von 1908 bis 1911 an. Es gibt aber auch Hinweise auf 1906 bis 1912, 1908 bis 1914 und 1910 bis 1915. Der Markenname lautete bis einschließlich 1909 Mason, von 1910 bis 1911 Maytag, und ab 1912 wieder Mason, falls in den Jahren noch Fahrzeuge hergestellt wurden.
Drei Ausführungen standen zur Wahl. Model 10 (Delivery van) ist ein geschlossener Kastenwagen. Model 11 (Delivery wagon) ist ein Pritschenwagen oder Pick-up, den es auch mit Dach für den Laderaum gab. Angegeben sind die Maße 1524 mm, 1041 mm und 1372 mm, was sich offenbar auf Länge, Breite und Höhe des Laderaums bezieht. Eine Besonderheit stellt Modell 12 (Combination car oder Hybrid car) dar. Es wurde mit zwei verschiedenen Karosserien ausgeliefert, nämlich als Tourenwagen und als Nutzfahrzeug. Die Karosserien können innerhalb von 20 Minuten gewechselt werden.
Die beiden erstgenannten haben eine sehr steil stehende Lenksäule auf Höhe der Vorderachse und keinen Frontmotor. Model 12 hat eine lange vordere Haube, die vermutlich eine Motorhaube ist, und dahinter eine schräge Lenksäule. Die Ladefläche ist kleiner als bei den beiden erstgenannten. Eine Quelle gibt 2438 mm Radstand an.
Gemeinsamkeit ist ein luftgekühlter Zweizylinder-Boxermotor. Er ist sowohl mit 14 PS als auch mit 24 PS angegeben. Allerdings gibt eine Quelle davon abweichend an, dass Model 11 einen 14-PS-Motor und die beiden anderen einen 25-PS-Motor haben. Es ist möglich, dass der Motor denen aus den Personenkraftwagen entspricht. Dann hat er entweder jeweils 5 Zoll (127 mm) Bohrung und Hub und 3217 cm³ Hubraum oder 5,0625 Zoll (128,5875 mm) Bohrung, 5 Zoll (127 mm) Hub und 3298 cm³ Hubraum. Für Model 10 und Model 12 wird in einer anderen Quelle der Motor mit 5 Zoll Bohrung und Hub bestätigt. Er treibt über ein Zweiganggetriebe und zwei Ketten die Hinterachse an.